# Studniczek
Studniczek, kiełż podziemny, nifargus (Niphargus) – rodzaj żyjących w wodach podziemnych skorupiaków z rzędu obunogów. Ciało przezroczyste lub śnieżnobiałe. Oczy zupełnie zanikły lub zachowały się szczątkowo. Czułki niezbyt długie, ostatnia para odnóży odwłokowych mocno wydłużona, rozgałęziona na dwie części i wygięta ku górze, płytka ogonowa częściowo rozszczepiona. Żyjące w Polsce gatunki mają ok. 1 cm długości ciała.
Studniczki występują w różnych rodzajach naturalnych wód podziemnych – jaskiniowych strumieniach, rzekach i jeziorkach oraz żyłach wodnych. Spotkać je można jednak też w głębokich studniach, na dnie dużych, głębokich górskich jezior oligotroficznych i w części osłoniętych źródeł, a nawet w kałużach, mających połączenie z wodami podziemnymi. Ponad 50 gatunków studniczków zamieszkuje głównie Europę Południową i Środkową – szczególnie Bałkany, a także przylegające rejony Azji. Z Polski znane są co najmniej 4 gatunki. Spotyka się je w Tatrach, Beskidach i Sudetach. Studniczki, podobnie jak prapierścienice jaskiniowe, najpewniej są w Polsce pozostałością fauny ostatniego morza zalewającego część kraju, istniejącego w miocenie.

## Gatunki
Gatunki występujące w Polsce
- studniczek podziemny, skorupiak studzienny (Niphargus aquilex)
- studniczek tatrzański (Niphargus tatrensis)
- studniczek, kiełż podziemny[5] (Niphargus puteanus)
- Niphragus arndti – obecnie Niphragellus arndti

Do studniczków w szerszym rozumieniu (w polskich wodach podziemnych odnotowano 6 gatunków obunogów) zalicza się również, prócz rodzaju Niphargellus, rodzaj Synurella o wyraźnie widocznych oczach. W Polsce znany jest 1 gatunek należący do niego:
- Synurella ambulans – zamieszkuje także wody powierzchniowe[2]